# Rachael Dacy
Rachael Dacy (ur. 10 listopada 1976) – australijska lekkoatletka, specjalizująca się w skoku o tyczce.

## Osiągnięcia
- 5. miejsce podczas igrzysk wspólnoty narodów (Kuala Lumpur 1998)
- 8. lokata na Uniwersjadzie (Palma de Mallorca 1999)
- 6. miejsce podczas Uniwersjady (Pekin 2001)
- trzy medale mistrzostw Australii

## Rekordy życiowe
- skok o tyczce – 4,25 (2002)